# Norwegia na Letnich Igrzyskach Olimpijskich 1952

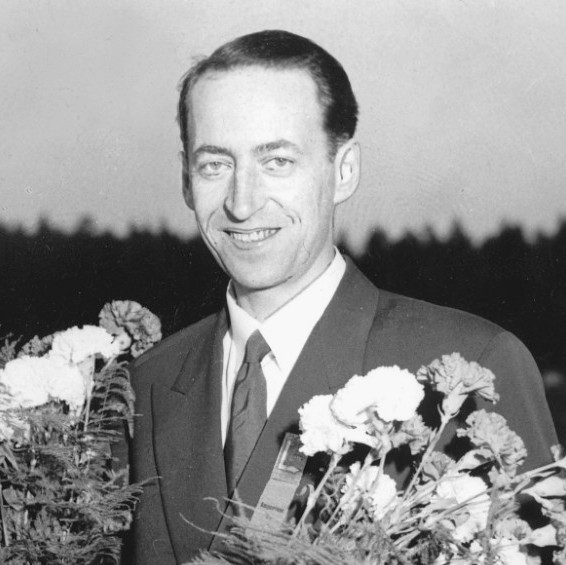
Erling Kongshaug, zdobywca złotego medalu

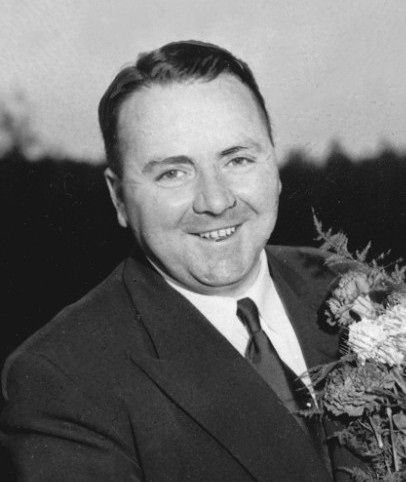
John Larsen, zdobywca złotego medalu

Norwegię na Letnich Igrzyskach Olimpijskich 1952 w Helsinkach reprezentowało 102 zawodników: 96 mężczyzn i 6 kobiet. Był to 10. start reprezentacji Norwegii na letnich igrzyskach olimpijskich.
Najmłodszym norweskim zawodnikiem na tych igrzyskach był 16-letni wioślarz, Leif Andersen, natomiast najstarszym 54-letni jeździec, Bjart Ording. Chorążym reprezentacji podczas ceremonii otwarcia był lekkoatleta, Martin Stokken.

## Zdobyte medale
| Medal    | Zawodnik                                                                 | Dyscyplina    | Konkurencja                          | Data     |
| -------- | ------------------------------------------------------------------------ | ------------- | ------------------------------------ | -------- |
| · Złoto  | Erling Kongshaug                                                         | · Strzelectwo | Karabin małokalibrowy 3 postawy 50 m | 29 lipca |
| · Złoto  | John Larsen                                                              | · Strzelectwo | Biegnący jeleń – 100 m               | 29 lipca |
| · Złoto  | Sigve Lie Thor Thorvaldsen Håkon Barfod                                  | · Żeglarstwo  | Klasa Dragon                         | 28 lipca |
| · Srebro | Peder Lunde Børre Falkum-Hansen Vibeke Lunde                             | · Żeglarstwo  | Klasa 5,5 m                          | 28 lipca |
| · Srebro | Carl Mortensen Erik Heiberg Finn Ferner Johan Martin Ferner Tor Arneberg | · Żeglarstwo  | Klasa 6 m                            | 28 lipca |